# Суслово (Курганская область)
Суслово — деревня в Макушинском районе Курганской области.

## История
До 1917 года в составе Макушинской волости Курганского уезда Тобольской губернии. По данным на 1926 год состояла из 233 хозяйств. В административном отношении являлась центром Сусловского сельсовета Макушинского района Курганского округа Уральской области.

## Население
| 1989 | 2002 | 2010 |
| ---- | ---- | ---- |
| 129  | ↘116 | ↘62  |

По данным переписи 1926 года в деревне проживало 1165 человек (555 мужчин и 610 женщин), в том числе: русские составляли 99 % населения.